# 栗原英雄
栗原 英雄（くりはら ひでお、1965年〈昭和40年〉7月4日 - ）は日本の俳優。栃木県下都賀郡壬生町出身。レ・ブリアン（Les Brillants）所属。

## 略歴
國學院栃木高校在学時に演劇を志し、1984年、高校卒業後に上京して劇団四季に入団。ミュージカル『ライオンキング』をはじめ数々の演目に出演し、2009年退団。
退団後は舞台や映画を中心に活動を続け、2016年に大河ドラマ『真田丸』（真田信尹 役）でテレビドラマ初出演を果たした。

### 俳優業
- 中学時代から俳優を志し、高校入学とともに演劇部へ入部。「自分の肉体を駆使する表現がしたい」との思いからシェークスピア作品を読むなどして本格的に演劇を志した。[4]
- 当時憧れていた俳優（ジェームズ・ディーン、ロバート・デ・ニーロ、アル・パチーノ）全員が『アクターズ・スタジオ』で演劇を学んだ経験を知り、更に浅利慶太の「劇団四季は食べられる」というインタビュー記事を読んだことで、劇団四季を受けることを決めたという。[4]
- 劇団四季にはテスト生として合格。合格理由について浅利慶太に「才能はない。だが素質はある」と伝えられたという。[4]初舞台は19歳『コーラスライン』である。[4]
- 劇団内でベテランとなってからは、浅利慶太の補助として研究生を指導する側に立つこともあった。[4]
- 2009年、役者としてより成長したいとの思いから、25年間所属していた劇団四季を退団した。[4]
- 初映像作品はBABEL LABELの『けむりの街の、より善き未来は』（監督・藤井道人）。若者が作っていく現場に参加したいという意志で自らオーディションに参加し、藤井監督よりオファーをもらったことがきっかけである[5]。以降BABEL LABEL作品には幅広い役柄（ダメ親父・地下アイドルファン・女装する役など）で多数出演している。[5]
- 『真田丸』出演は、同ドラマ脚本の三谷幸喜が出演舞台『タイタニック』を観劇したことがきっかけである。三谷と親交のあった共演のシルビア・グラブ経由で「映像作品への興味」を尋ねられ、興味がある旨を伝えたところ後日出演オファーが来たという。[5]クランクインは2015年9月3日乗馬シーンから。30度の急斜面を馬で駆け上がる撮影に備えハードな乗馬訓練を重ねて本番に臨んだが、本編ではそのシーン自体全てカットされてしまった。しかし、撮影終了後も定期的に乗馬訓練場に通い続けている[6]。

#### 演劇論
- 芝居で大切なのは相手役の反応や出方であり、それを敏感に受け、返していくことこそが最上の演技である、と語っている。[7]
- 「感情は自分で作るのではなく相手役からもらうもの。自分がどうしたいかというのを相手にぶつけた時に、相手役の反応によって初めて感情は生まれる」「自分は自分の色だけでは生きられない役者。カメラマンや演出家の言葉が必要」「自分を常にニュートラルな状態に置くことも重要」とも語っている。[8]
- 役をもらい役に入ると、普段の生活もその役の感じでしかいられなくなりがちとも話す。[9]

## 出演作品

### 舞台

#### 劇団四季時代
- コーラスライン - リチー役
- アスペクツ・オブ・ラブ - マルセル・リチャード役
- 人間になりたがった猫 - ライオネル役
- ウェストサイド物語 - シャーク団チノ役
- ふたりのロッテ - パルフィー役
- はだかの王様 - ペテン師スリッパ役
- 九郎衛門 - ひろめ屋役
- キャッツ - ラム・タム・タガー役
- クレイジー・フォー・ユー - ベラ・ザングラー役
- ライオンキング - スカー役
- マンマ・ミーア! - ビル・オースティン役
- コンタクト - マイケル・ワイリー役
- ウィキッド - オズの魔法使い役
- エクウス - アラン役
- ヴェニスの商人 - バサーニオ役
- ブラックコメディー - ピーター・シエファー役
- 夢から醒めた夢 - 夢の配達人役

#### 劇団四季退団後
- アンタッチャブル - カルロ・ニコラ役（アル・カポネの部下）
- ミーグウイッチ
- ディートリッヒ - ゲッベルス役（ナチス党宣伝大臣）
- 2 -two-（トリプルtime）
- 12〜twelve〜（OOBJ）- No4役※2011年初演版 [10]
- SEMPO -日本のシンドラー 杉原千畝物語- - グッシェ 役[11]
- ふと、立ち止まり、語り出す（2013年10月10日-10月14日、So Creativeプロデュース公演・演出:志真健太郎）
- タイタニック - エドガー・ビーン 役[12]
- しあわせのかたち[13]
- 太平洋食堂[14]
- 不信〜彼女が嘘をつく理由[15]
- ミュージカル『パジャマゲーム』 - ハインズ役[16] ※2017年All Aboutミュージカル・アワード助演男優賞受賞[17]
- ミュージカル『メンフィス』 - シモンズ役[18]
- ミュージカル『マタ・ハリ』-パンルヴェ役[19]
- 日生劇場『リトル・ナイト・ミュージック』-カールマグナス伯爵[20]
- 大地(Social Distancing Version)（2020年、PARCO劇場・サンケイホールブリーゼ） - ホデク 役[21][22]
- ミュージカル「イリュージョニスト」（2021年）
- Romeo and Juliet ―ロミオとジュリエット―（2021年、東京グローブ座・梅田芸術劇場）[23]
- ミュージカル「October Sky －遠い空の向こうに－」（東京公演：2021年10月6日 - 10月24日、シアターコクーン/大阪公演：2021年11月11日 - 11月14日、森ノ宮ピロティホール）- ジョン・ヒッカム 役　[24]
- レイディマクベス（2023年10月1日 - 11月12日、よみうり大手町ホール / 11月16日 - 27日、京都劇場） - ダンカン 役[25]
- エウリディケ（2024年2月4日 - 18日、世田谷パブリックシアター / 2月24日 - 25日、梅田芸術劇場 シアター・ドラマシティ） - エウリディケの父 役[26]
- 破門フェデリコ〜くたばれ!十字軍〜（2024年8月6日 - 9月1日、PARCO劇場 / 9月7日・8日、Niterra日本特殊陶業市民会館 ビレッジホール / 9月11日 - 16日、森ノ宮ピロティホール / 9月21日・22日、久留米シティプラザ ザ・グランドホール） - アル・カーミル 役[27]
- ミュージカル「イリュージョニスト」（2025年3月、日生劇場 / 4月、梅田芸術劇場 メインホール） - ウール警部 役[28]
- ヴォイツェック（2025年9月23日 - 28日〈予定〉、東京芸術劇場 プレイハウス / 10月3日 - 5日〈予定〉、岡山芸術創造劇場 ハレノワ 中劇場 / 10月8日・9日〈予定〉、JMSアステールプラザ 大ホール / 10月18日・19日〈予定〉、J:COM北九州芸術劇場 大ホール / 10月23日 - 26日〈予定〉、兵庫県立芸術文化センター 阪急中ホール / 10月31日 - 11月2日〈予定〉、穂の国とよはし芸術劇場PLAT 主ホール / 11月7日 - 16日〈予定〉、東京芸術劇場 プレイハウス） - 医者 役[29][30]
- ミュージカル「ジキル&ハイド」（2026年3月〈予定〉、東京国際フォーラム ホールC / 4月〈予定〉、大阪・福岡・愛知・山形） - ダンヴァース・カルー卿 役[31]

### 映画
- けむりの街の、より善き未来は（2012年）
- 男たちの楽園（2013年）
- ドキュメント（2013年）
- 寄り添う（2014年）
- めちゃくちゃなステップで（2014年）
- 私糖尿病ですって（2015年）
- 猿たちの舟（2015年）
- TOKYO CITY GIRL（2015年）
- あなたがここにいてほしい（2016年）
- ホテルコパン（2016年）[32] - 段来示 役
- TOKYO CITY GIRL -2016-[33]（2016年）
- 沈黙 -サイレンス-（2017年）
- 記憶にございません!（2019年） - 高級レストラン店長 役

### テレビドラマ
- 大河ドラマ（NHK）
  - 真田丸（2016年） - 真田信尹 役
  - 鎌倉殿の13人（2022年） - 大江広元 役
- スペシャルドラマ「LEADERS II（リーダーズ2）」[34]（2017年3月26日、TBS） - 池田 役
- 孤独のグルメ Season6 第11話（2017年6月24日、テレビ東京） - 常連客・斉藤 役
- 風雲児たち〜蘭学革命（れぼりゅうし）篇〜（2018年1月1日、NHK） - 奥平昌鹿 役[35]
- 連続テレビ小説（NHK）
  - わろてんか（2018年） - 工藤隆一郎 役[36][37][38]
  - なつぞら（2019年） - 虻田登志夫 役[39]
  - 虎に翼（2024年） - 田中裁判長 役[40]
- 半沢直樹（2020年、TBS） ‐ 府川義則 役
- 危険なビーナス（2020年10月11日 - 12月13日、TBS） - 矢神康治 役[41]
- オールドルーキー 第1話（2022年6月26日、TBS）- 吉広幸司 役
- クロサギ 第3話（2022年11月4日、TBS） - 西岡崎誠二 役[42]
- ONE DAY〜聖夜のから騒ぎ〜（2023年10月9日 - 12月18日、フジテレビ） - 蛇の目菊蔵 役[43]
- 土曜ドラマ「3000万」（2024年10月19日 - 、NHK） - 大津 役[44]

### ラジオドラマ
- 特集オーディオドラマ 「アシマの銃、セギルの草笛」（2017年1月2日、NHK-FM）アシマの父 役[45]
- 青春アドベンチャー （NHK-FM）
  - 「帝冠の恋」（2017年1月30日 - 2月10日） - ナイペルク伯 役[46]
  - 「また、桜の国で」（2017年8月28日 - 9月15日） - 後藤副領事 役[47]
  - 「暁のハルモニア」（2018年8月27日 - 9月7日） - オクセンシェルナ伯爵 役[48]
  - 「紺碧のアルカディア」（2019年10月21日 - 11月1日）[49]
  - 「ハプスブルクの宝剣」（2020年3月9日 - 4月3日）[50]
  - 「軽業師タチアナと大帝の娘」（2022年8月29日 - 9月16日）[51]
- FMシアター 「乾杯ワインは 時を超えて」（2022年12月3日、NHK-FM） - 丸谷町長 役[52][53]